# Серии Оцеляване (1991)
Сериите Оцеляване (1991) (на английски: Survivor Series) е петото годишно pay-per-view събитие от поредицата Серии Оцеляване, продуцирано от Световната федерация по кеч (WWF). То се провежда в нощта на Денят на благодарността, 27 ноември 1991 г. в Детройт, Мичиган.
Това е първото издание на Сериите Оцеляване, което включва индивидуален мач, в основното събитие Гробаря побеждава Хълк Хоган, за да спечели Световната титла в тежка категория на WWF.

## Резултати
| №                                                                        | Резултати | Правила                                                       | Време |
| ------------------------------------------------------------------------ | --- | ------------------------------------------------------------- | ----- |
| 1Т                                                                       | Крис Чавис побеждава Като | Индивидуален мач                                              | 07:44 |
| 2                                                                        | Маунти, Рик Светкавицата, Тед Дибиаси и Военачалникът (с Харви Уипълман, Джими Харт, Мистър Пърфект и Сензационната Шери) поб. Брет Харт, Британският Булдог, Роди Пайпър и Върджил                   | Сървайвър елиминационен мач 4 срещу 4                         | 22:48 |
| 3                                                                        | Джим Дъгън, Сержант Слоутър, Тексаското Торнадо и Тито Сантана поб. Берзеркерът, Полковник Мустафа, Херкулес и Скинър (с Генерал Аднан и Мистър Фуджи)                                                | Сървайвър елиминационен мач 4 срещу 4                         | 14:19 |
| 4                                                                        | Гробаря (с Пол Беърър) поб. Хълк Хоган (ш) | Индивидуален мач за Световната титла в тежка категория на WWF | 12:45 |
| 5                                                                        | Гадните момчета (Брайън Нобс и Джери Сагс) и Братята Бевърли (Бо Бевърли и Блейк Бевърли) (с Геният и Джими Харт) поб. Дърварите (Дърваря Буч и Дърваря Люк) и Рокерите (Марти Джанети и Шон Майкълс) | Сървайвър елиминационен мач 4 срещу 4                         | 23:06 |
| 6                                                                        | Биг Бос Мен и Легионът на смъртта (Животното и Ястреба) поб. Ървин Р. Шистър и Природните бедствия (Земетресението и Тайфун) (с Джими Харт)                                                           | Сървайвър елиминационен мач 3 срещу 3                         | 15:21 |
| - (ш) – указва шампиона/шампионите в мача - Т – показва, че мача е тъмен | |                                                               |       |